# 兌
兌（だ、duì）は八卦の一つ。卦の形は☱であり、初爻・第2爻が陽、第3爻が陰で構成される。または六十四卦の一つであり、兌為沢。兌下兌上で構成される。彖伝によると兌という卦名は説（よろこぶ）という意味とされる。

## 卦象
説卦伝によると兌卦は沢・少女・説（よろこぶ）・羊・口・西などを象徴する。方位としては西を示す（地支では酉と一致）。
納甲では丁、五行の火、五方の南が当てられる。

## 先天図
伏羲先天八卦における次序は二であり、方位は四隅卦の一つで南東に配される。陰陽消息は二陽で陽が極まる乾卦の一歩手前である。

## 故事成語
麗沢は兌なり。君子以て朋友講習す（象伝） - 並んでいる沢が互いに潤し合っているように君子も友人と議論を交わしつつ学び、お互いを高め合う。